# Liste des députés fédéraux canadiens - Q
Cet article contient la liste des députés actuels et anciens à la Chambre des communes du Canada dont le nom commence par la lettre Q.
En plus du prénom et du nom du député, la liste contient :
- le parti que le député représentait lors de son élection ;
- le comté et la province où il fut élu.

## Q
- Victor Quelch, Crédit social, Acadia, Alberta
- Felix Patrick Quinn, conservateur, Halifax, Nouvelle-Écosse
- Michael Joseph Francis Quinn, conservateur, Saint-Anne, Québec